# Zenobia Revertera

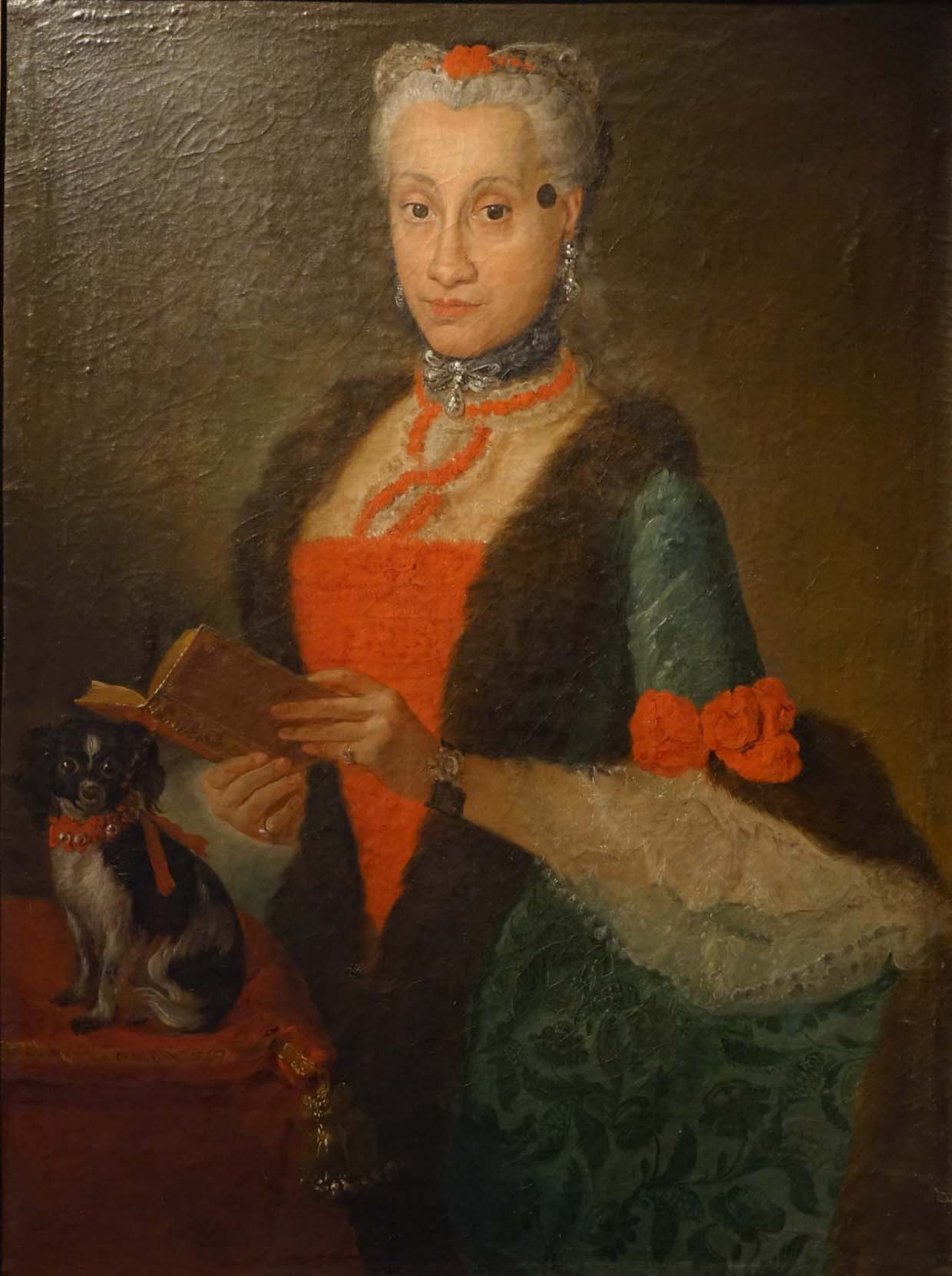
Zenobia Revertera, hertiginna av Castropignano, Francesco Liani

Zenobia Revertera, hertiginna av Castropignano, född 19 oktober 1712, död 31 januari 1779, var en italiensk hertiginna och hovfunktionär. Hon var hovdam och gunstling åt Neapels drottning, Maria Amalia av Sachsen. 
Zenobia Revertera var dotter till Nicola Ippolito, hertig av Salandra, och Aurelia d'Evoli, och gifte sig 1735 med militärbefälhavaren och politikern Francesco d'Evoli, hertig av Castropignano (1693–1758). 
År 1738 utsågs hon till hovdam åt drottningen och blev dennas favorit. Eftersom drottningen hade inflytande över kungen, och hon över drottningen, fick hon ett betydande inflytande över hovet och statens politik. Hon använde sitt inflytande för att berika sig själv och sin make och gynna makens karriär. Hon och drottningens andra favorit, prinsessan Anna Francesca Pinelli, ådrog sig en hel del ogillande från allmänheten och förorsakade också drottningen en del dålig publicitet. 